# Sempervivum x thompsonianum
Sempervivum x thompsonianum és una espècie de planta amb flors que realment és una hibridació natural entre Sempervivum macedonicum i Sempervivum octopodes de la família de les crassulàcies (Crassulaceae) del gènere Sempervivum.

## Descripció
Sempervivum x thompsonianum és una sempervivum inusual, més ornamental, creix con una roseta petita de moltes fulles velloses amb franges de color groc verdós i de color vermellós per fora. La roseta és gairebé esfèrica, majoritàriament entre 1,5 a 2 cm de diàmetre amb fulles exteriors erectes. El diàmetre de les rosetes és una característica variable; ja que a cotes més baixes (1850 m a 2050 m) les plantes més grans poden arribar ocasionalment a 4 cm de diàmetre, mentre que a les cotes més altes (2150 m i 2270 m) les plantes més petites poden ser inferiors a un cm de diàmetre. Les Fulles són ovades-lanceolades, agudes i pubescents. El limbe foliar amb cilis (pèls marginals) de llargada desigual aproximadament tres vegades més llargs que la pubescència superficial. La coloració de les fulles és de color verd groguenc, les fulles exteriors adquireixen un fort to vermell quan creixen completament exposades. Els fillols es produeixen en estolons marrons més aviat esvelts de 5 a 8 cm de llarg, però la llargada dels estolons és una característica variable; de vegades menys d'1 cm. Les tiges florals fan uns 8 cm d'alçada, molt esveltes i cobertes de poques fulles, estretes i lanceolades. La inflorescència és de poques flors i molt compacta. Els pètals tenen un marge blanc, d'altra banda, principalment de color rosa intens, però groc cap a l'àpex. Els filaments són violetes i les anteres són grogues.
Se suposa que aquesta espècie és un híbrid natural entre S. macedonicum i S. octopodes. Ara el trobem principalment com a Sempervivum × thompsonianum a la nomenclatura o de vegades fins i tot com a S. thompsonianum d'autors menys tímids. Aquesta espècie sovint té un aspecte diferent en la col·lecció que la planta a la natura.

## Distribució i hàbitat
Sempervivum x thompsonianum es distribueix al sud-oest de Macedònia del Nord, a Stogovo Planina, península balcànica entre els 1850 i els 2270 m sobre el nivell del mar.
En el seu hàbitat es troba a les esquerdes de les roques de pissarra. La primera planta es va recollir a Stogovo planina a 2.150 m sobre el nivell del mar, creixia a les escletxes de la roca calcària.

## Taxonomia
Sempervivum x thompsonianum va ser descrita per Royden Samuel Wale i publicat a Quart. Bull. Alpine Gard. Soc. Gr. Brit. 8: 210, a l'any 1940.
Etimologia
Sempervivum: nom compost per a dues paraules llatines Semper ("sempre") i vivus ("vivent"). Són Sempervivum a causa de ser plantes perennes que mantenen les fulles a l'hivern, i ser força resistents a condicions dificultoses de creixement.
x thompsonianum: epítet en honor a la Sra. va rebre el nom de la senyora HP Thompson, que va recollir molts espècimens de Sempervivum a la península balcànica.